# Tèmpiu
Tèmpiu (en català antic Temple, en italià Tempio Pausania) és una ciutat de Sardenya de la província de Sàsser. És a la regió històrica de la Gal·lura. El comú té una superfície de 214 km² i prop de 14.000 habitants. Limita amb els municipis d'Aggius, Aglientu, Arzachena, Berchidda, Bortigiadas, Calangianus, Erula (SS), Luogosanto, Luras, Oschiri, Palau, Perfugas (SS), Santa Teresa Gallura i Tula (SS).

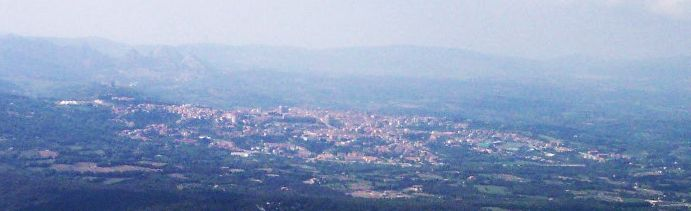
Vista de Tempio des del mont Limbara

## Administració
| Període | Identitat        | Partit        |
| ------- | ---------------- | ------------- |
| 2005-   | Antonello Pintus | Llista cívica |

## Personatges il·lustres
- Paolo Dettori, president de Sardenya.
- Gavino Pes, poeta sard en gal·lurès.
- Fabrizio De André, cantautor i poeta italià.
- Bernardo de Muro, (1875-1955) tenor.